# Sub Margine
Sub Margine (románul: Sub Margine), falu Romániában, a Bánságban, Krassó-Szörény megyében.

## Fekvése
Örményes mellett fekvő település.

## Története
Sub Margine korábban Örményes (Armeniş) része volt. 1956 körül vált külön településsé, 440 lakossal. 
1966-ban 433, 1977-ben 336, 1992-ben 326, 2002-ben 235 román lakosa volt.